# تقديم المفعول به على الفاعل وجوبا
الأصل في المفعول به أن يتأخر عن الفاعل، ويجوز تقديمه إذا أُمِنَ اللبس كقولك: قرأ الكتابَ محمدٌ، ولكن قد تعرض أمور توجب تقديم المفعول به على الفاعل، وهذا ما سنعرفه في هذه المقالة.

## القاعدة
يُقَدَّمُ المفعولُ بِهِ على الفاعلِ وجوبًا في ثلاثةِ مواضعَ:
1. إذَا كانَ الفاعلُ محصورًا بـ(إنَّما) أو بـ(إلَّا).
2. إذَا كانَ المفعولُ بِهِ ضميرًا متَّصلًا، والفاعلُ اسمًا ظاهرًا.
3. إذَا اتَّصلَ بالفاعلِ ضميرٌ يعودُ على المفعول.[1]

## الأمثلة

### المجموعة الأولى
- ﴿إِنَّمَا يَخْشَى اللَّهَ مِنْ عِبَادِهِ الْعُلَمَاءُ﴾
- إنما يخفضُ المرءَ الجهلُ والمرضُ.
- ما هذَّب الناسَ إلا الدِّينُ الحنيفُ.

إنَّ الفاعل في المثال الأول وهو كلمة (العلماءُ)، وفي المثال الثاني (الجهلُ) و(المرضُ) فاعلان محصوران بـ(إنما)، والفاعل في المثال الثالث وهو كلمة (الدينُ) محصور بـ(إلَّا). وفي هذه الأمثلة الثلاثة وجب أنْ يتأخَّرَ الفاعل عن المفعول ولا يصحُّ تقدُّمه؛ لأنه حُصر بـ(إنَّما) أو بـ(إلَّا). فلا يجوز أن نقول: إنما يخفضُ الجهلُ والمرضُ المرءَ؛ لأننا نعكس المعنى فنجعل المحصورَ بـ(إنَّما) هو المفعولَ وهذا غير مقصود. وكذلك لا يجوز أن نقول: ما هذب الدينُ الحنيفُ إلَّا الناسَ، لهذا السبب نفسه.

### المجموعة الثانية
- ﴿وَإِن يَمْسَسْكَ اللَّهُ بِضُرٍّ فَلَا كَاشِفَ لَهُ إِلَّا هُوَ ۖ﴾
- من أعجبتْه آراؤُهُ غلبتْهُ أعداؤُهُ.
- زانتْني حِلْيَةُ الأدبِ.

نجد المفعول به في المثال الأول هو (كاف المخاطب)، في (يَمْسَسْكَ) والفاعل هو لفظ الجلالة (اللَّهُ)، والمفعول به في المثال الثاني هو (هاء الغيبة) في (أعجبته)، والفاعل هو كلمة (آراءُ)، وكذلك المفعول به في (غلبته) هو (هاء الغيبة) والفاعل هو كلمة (أعداءُ)، والمفعول به في المثال الثالث هو (ياء المتكلم) في (زانتني) والفاعل هو كلمة (حليةُ). وفي جميع هذه الأمثلة تأخَّر الفاعل عن المفعول؛ وذلك لأنَّ المفعول به ضمير متصل والفاعل اسم ظاهر، ولا يجوز في هذه الحالة تقديم الفاعل على المفعول؛ لئلَّا يلزم عليه فصل الضمير المتصل وهو هنا ممتنع.

### المجموعة الثالثة
- ﴿وَإِذِ ابْتَلَىٰ إِبْرَاهِيمَ رَبُّهُ بِكَلِمَاتٍ فَأَتَمَّهُنَّ ۖ﴾
- يحبُّ المدارسَ طلَّابُها.
- سكن الدارَ صاحبُها.

نجد المفعول به في الآية هو كلمة (إبراهيمَ)، وكلمة (ربُّ) فاعل، والمفعول به في المثال الثاني هو كلمة (المدارسَ) وكلمة (طلابُ) فاعل، والمفعول به في المثال الثالث هو كلمة (الدارَ) وكلمة (صاحبُ) فاعل. وقد وجب تقديم المفعول به وتأخير الفاعل في هذه الأمثلة؛ لأن في الفاعل ضميرًا يعود على المفعول به وهو الهاء في (ربه)، و(طلابها)، و(صاحبها). فلو وضع الفاعل في موضعه بعد الفعل والمفعول به في موضعه
أيضًا بعد الفاعل لعاد الضمير على متأخِّر، والضمير إنما يعود على متقدم في الذكر.

## طالِع أيضًا
- تَقْدِيمُ الفاعلِ علَى المفعولِ بهِ وجوبًا